# Cremastus aegyptiacus
Cremastus aegyptiacus är en stekelart som beskrevs av Szepligeti 1905. Cremastus aegyptiacus ingår i släktet Cremastus och familjen brokparasitsteklar. Inga underarter finns listade i Catalogue of Life.